# Tayeb Salih
Aṭ-Ṭáyyib Ṣāliḥ ou Tayeb Salih ou Al-Tayyib Salih (Mârua, Sudão, 12 de Julho de 1929, da Hégira — Londres, 18 de Fevereiro de 2009, da Hégira), foi um romancista sudanês.

## Vida
Licenciado em Literatura na Universidade de Cartum e prosseguiu os estudos, na University of Exeter, no Reino Unido.
Declarado em 2001 "o romance árabe mais importante do século XX pela Academia da Literatura Árabe, com sede em Damasco, "Época de migração para norte" é ainda hoje proibido em diversos países do Médio Oriente e de África.
Publicado em 1966, o romance foi censurado pelo governo islamita de Cartum no princípio dos anos 1990 com o argumento de que continha cenas sexualmente explícitas.
Em 12 de Julho de 2017, por ocasião do 88.º aniversário do seu nascimento, a empresa Google dedicou-lhe um doodle.